# Emil Coliu
Emil Coliu (n. 1909, Focșani – d. septembrie 1939, Focșani) a fost un arheolog român.

## Biografie
Emil Coliu s-a născut la Focșani în anul 1909. A urmat studiile secundare la Focșani și cele universitare la București. A fost membru al Școlii Române din Roma, a făcut studii în domeniul arheologiei clasice și a fost asistent la Facultatea de Litere și Filosofie din București în anul 1939, an în care a decedat prematur la vârsta de 30 de ani, în urma unui accident vascular.
Emil Coliu și-a susținut doctoratul în anul 1937 cu teza La collection de vases grecs du Musée Kalinderu, care va fi recompensată cu Premiul „Vasile Pârvan” al Academiei Române. Sub îndrumarea lui Scarlat Lambrino va participa timp de 9 ani la lucrările de la situl arheologic de la Histria și va începe cercetările de la Troesmis.

## Publicații
- Contribuții la un istoric al mănăstirii Mira, Constanța, 1933, 22 p.
- O nouă descoperire în domeniul ceramicei pictate din Moldova de Jos, Milcovia, 1933, pp. 33-46.
- Un sarcophage à symboles à Tomis, Istros, 1934, pp. 81-116.
- La collection de vases grecs du Musée Kalinderu, București, 1937, 137 p.